# 1 листопада
1 листопада — 305-й день року (306-й у високосні роки) у григоріанському календарі. До кінця року залишається 60 днів.

## Свята і пам'ятні дні

### Міжнародні
- Міжнародний день вегана
- День народження Європейського союзу (Утворився на основі підписаного 7 лютого 1992 року Маастрихтського договору, який набув чинності 1 листопада 1993 року)

### Національні
- Алжир: Національне свято Алжирської Народної Демократичної Республіки. День Алжирської Революції. (1954)
- Антигуа і Барбуда: Національне свято Антигуа і Барбуда. День Незалежності. (1981)

### Релігійні
- у католицькій церкві святкується День усіх святих.

Православ'я:
- День святих чудотворців Безсрібників Косми та Даміана і матері їхньої преподобної Феодотії.
- Священномучеників Іоана, єпископа, і Якова, пресвітера, що в Персії постраждали.
- Мучениць Кирієни та Юліанії.
- Мученика Єрминингельда, царевича Готського.
- Мучеників Кесарія, Дасія і з ними п'ятьох.

## Іменини
✙ Православні: Косма, Даміан, Іван, Яків, Юліанія.
✝  Католицькі:

## Події

Проєкт герба ЗУНР (1918)

- 1179 — Філіпп II, перший з королівської династії Капетингів, коронується в Реймському соборі.
- 1512 — уперше відкрито для відвідувачів розпис Сикстинської капели, виконаний Мікеланджело.
- 1525 — починається експедиція Франсіско Пісарро до Перу.
- 1604 — у бенкетній залі королівського палацу Вайтголл в Лондоні відбулася прем'єра трагедії Шекспіра «Отелло».
- 1755 — столицю Португальського королівства Лісабон повністю зруйновано землетрусом. Загинуло близько 32 тисяч осіб, понад 100 тисяч поранено.
- 1781 — в Габсбурзькій монархії скасовано кріпацтво.
- 1800 — Джон Адамс став першим президентом США, який в'їхав у Білий дім.
- 1814 — відкрився Віденський конгрес (по 9 червня 1815), скликаний з ініціативи Великої Британії, Російської імперії, Австрійської імперії і Королівства Пруссія після закінчення наполеонівських війн з метою реставрації Бурбонів у Франції і закріплення нових кордонів у Європі.
- 1894 — у Парижі французький мікробіолог Еміль Ру оголосив про створення антидифтерійної сироватки.
- 1914 — відповідно до Акту про воєнні заходи українців Канади було інтерновано.
- 1918 — «Листопадовий чин» у Львові. Українці взяли владу в місті, невдовзі було проголошено ЗУНР.
- 1922 — зі скасуванням влади султанату припинила своє існування Османська імперія.
- 1927 — створено футбольний клуб «Динамо» (Київ).
- 1936 — Беніто Муссоліні вперше назвав союз Королівства Італія і Третього Рейху «віссю».
- 1939 — Верховна Рада СРСР приймає закон про включення Західної України до складу СРСР із підпорядкуванням її УРСР.
- 1939 — Третій Рейх анексував Західну Польщу і Данциг (Гданськ).
- 1945 — Спеціальна комісія союзників оголосила, що Гітлер мертвий.
- 1991 — Чечня проголосила свою незалежність.
- 1993 — у Литві запроваджено візовий в'їзд для жителів СНД.
- 2006 — скоєно замах на Олександра Литвиненка.

## Народились
Дивись також Категорія:Народились 1 листопада

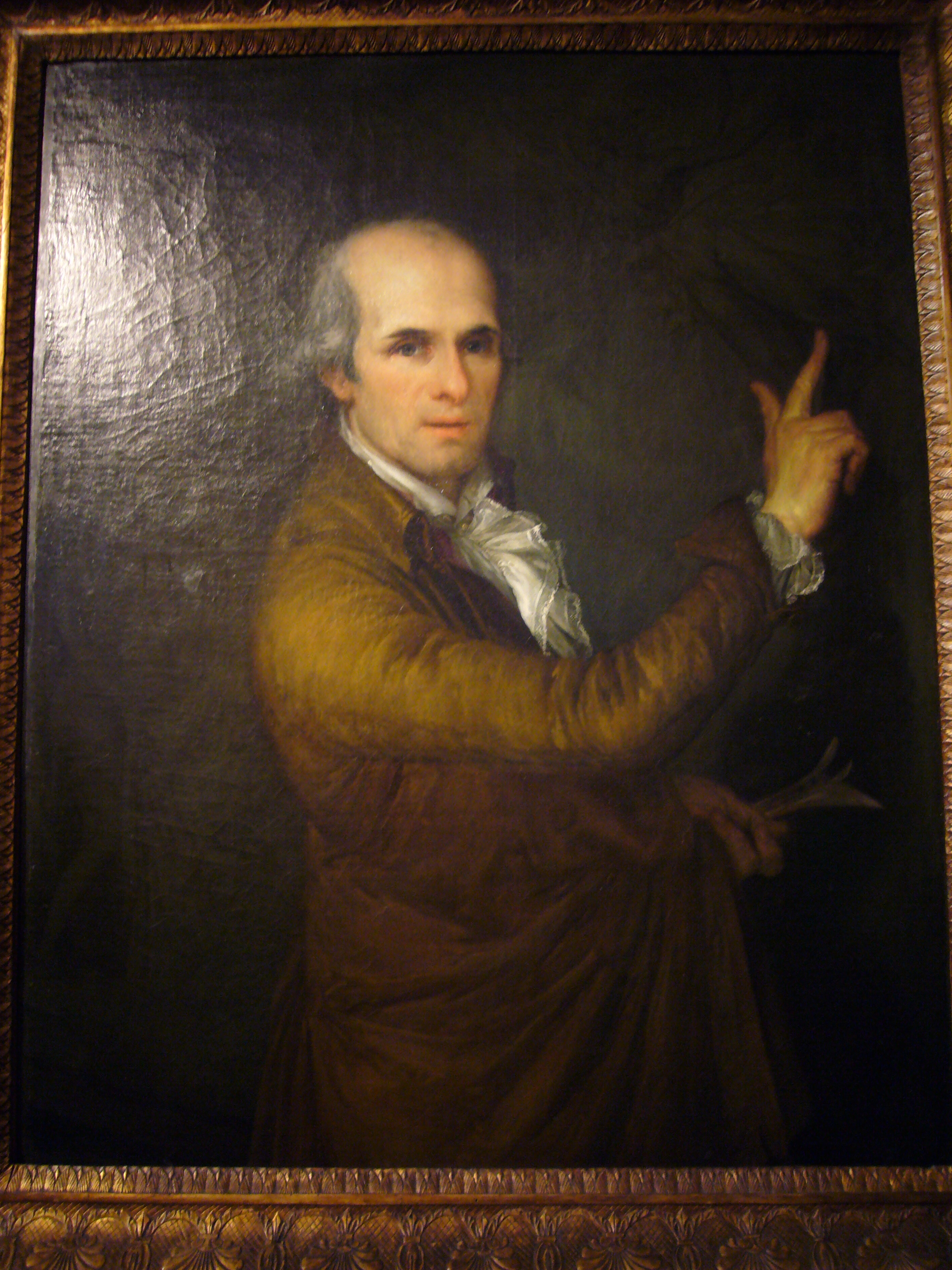
Антоніо Канова, близько 1799

- 1596 — П'єтро да Кортона, італійський живописець і архітектор, яскравий представник епохи бароко.
- 1636 — Нікола Буало, французький поет, теоретик класицизму.
- 1655 — Фердинанд Кеттлер, герцог Курляндії і Семигалії.
- 1757 — Антоніо Канова, італійський скульптор, найзначніший представник класицизму.
- 1861 — Дніпрова Чайка, український прозаїк та поетеса.
- 1871 — Стівен Крейн, американський письменник («Червона відзнака доблесті», «Меггі: дівчина з вулиці», «Відкритий човен»).
- 1909 — Вісенте Феола, бразильський футбольний тренер, чемпіон світу (1958).
- 1939 — Федір Стригун, український режисер, актор, народний артист України, художній керівник львівського театру імені Марії Заньковецької.
- 1957 — Сергій Пострєхін, український радянський каноїст, олімпійський чемпіон.
- 1962 — Ентоні Кідіс, рок-співак (Red Hot Chili Peppers).
- 1972 — Дженні Макарті, американська модель (зірка «Playboy»-1994), актриса.
- 1973 — Зубков Іван Іванович, офіцер ЗС України. Один із «кіборгів» Донецького аеропорту. Герой України.
- 1995 
  - Дмитро Коцюбайло (псевдо Да Вінчі), український доброволець, Герой України.
  - Данііл Ляшук, український військовий.
- 1996 — Густав Ар (Lil Peep), американський репер та співак.

## Померли
Дивись також Категорія:Померли 1 листопада
- 1546 — Джуліо Романо, художник і архітектор з Італії 16 ст., представник Римської школи.
- 1588 — Жан Дора, французький гуманіст, поет, учасник поетичного об'єднання «Плеяда».
- 1700 — Карл II, король Іспанії, останній з династії Габсбургів на іспанському престолі.
- 1804 — Йоганн Фрідрих Ґмелін, німецький натураліст, ботанік і ентомолог.
- 1888 — Микола Пржевальський, мандрівник, географ, археолог, історик українського походження.
- 1894 — Олександр III, передостанній російський імператор.
- 1903 — Теодор Моммзен, видатний німецький історик, філолог, юрист. Лауреат Нобелівської премії з літератури за 1902.
- 1907 — Альфред Жаррі, французький поет, прозаїк і драматург.
- 1944 — Андрей Шептицький, митрополит Української Греко-Католицької Церкви (нар. 1865, митрополит 1901—1944).
- 1947 — Теодор Ромжа, єпископ Мукачівської греко-католицької єпархії, блаженний Католицької Церкви, отруєний агентами НКВС.
- 1955 — Дейл Карнегі, американський психолог, педагог та письменник.
- 1964 — Андрій Мельник, український державний, військовий, та політичний діяч. Голова Проводу Українських Націоналістів, другий голова ОУН.
- 1972 — Езра Паунд, американський поет-модерніст.
- 1993 — Северо Очоа, іспано-американський біохімік, лауреат Нобелівської премії з фізіології і медицини 1959 року.
- 1994 — Цітовський Юхим Григорович, учасник Другої світової війни.
- 2008 — Жак Пікар, швейцарський океанолог, один з трьох людей, хто побував на дні Маріанської западини.
- 2009 — Клод Леві-Строс, французький антрополог, етнограф, соціолог і культуролог.